# Heath Davidson
Heath Arthur Davidson (Rosebud, 9 de mayo de 1987) es un jugador australiano de tenis en silla de ruedas. Representó a Australia en los Juegos Paralímpicos de Río de Janeiro 2016, donde se unió a Dylan Alcott para ganar la medalla de oro en dobles de quads masculinos.

## Vida personal
Davidson nació el 9 de mayo de 1987. Contrajo una mielitis viral transversal a la edad de cinco meses y esto lo llevó a la paraplejia. Asistió al Colegio Secundario Parkdale en Melbourne.

## Tenis
Empezó a jugar al tenis en silla de ruedas a la edad de 14 años.  En 2001, en los Juegos Australianos para Discapacitados en Queensland ganó una medalla de bronce en tenis en silla de ruedas y dos medallas de plata en tenis de mesa.  Después de diez años se retiró de este deporte.
Después de que Davidson regresara al tenis en silla de ruedas, se asoció con Dylan Alcott para ganar la prestigiosa Copa Mundial de Equipos de BNP Paribas, celebrada en Tokio, Japón, en mayo de 2016. En la final derrotaron a Gran Bretaña. Davidson y Alcott ganaron la medalla de oro de dobles en los Juegos Paralímpicos de verano de 2016 en Río de Janeiro (Brasil). Derrotaron a los actuales campeones David Wagner y Nick Taylor en el partido por la medalla de oro: 4-6, 6-4, 7-5. En el cuadro individual masculino de dobles, Davidson perdió ante Andy Lapthorne (GBR) 0-2 (1-6, 2-6) en los cuartos de final.
En mayo de 2017, Davidson ganó su primer título internacional de quad individual al ganar el Abierto de Corea. En 2019, Davidson y su compañero Niels Vink ganaron el Máster de Tenis en Silla de Ruedas de 2019 en dobles quad.

## Reconocimiento
- Davidson ganó el premio Variety Australia Young Sports Achievers Award en 2003 junto con Dylan Alcott.[10]
- En 2016, compartió también con Dylan Alcott, su compañero de dobles, la distinción al atleta más destacado de Tenis de Australia con una discapacidad.[11]
- Se le concedió la Medalla de la Orden de Australia en 2017.[12]

## Finales del torneo de Grand Slam

### Quad dobles: 4 (3 títulos, 1 subcampeón)
| Result   | Año  | Torneo                   | Surperficie | Compañero    | Oponentes                     | Puntuación             |
| -------- | ---- | ------------------------ | ----------- | ------------ | ----------------------------- | ---------------------- |
| Derrota  | 2017 | Abierto de Australia     | Difícil     | Dylan Alcott | Andrew Lapthorne David Wagner | 3–6, 3–6               |
| Victoria | 2018 | Abierto de Australia     | Difícil     | Dylan Alcott | Andrew Lapthorne David Wagner | 6–0, 6–7(5–7), [10–6]  |
| Victoria | 2019 | Abierto de Australia (2) | Difícil     | Dylan Alcott | Andrew Lapthorne David Wagner | 6–3, 6–7(6–8), [12–10] |
| Victoria | 2020 | Abierto de Australia (3) | Difícil     | Dylan Alcott | Andrew Lapthorne David Wagner | 6–4, 6–3               |